# 電球ソーダ
電球ソーダ（でんきゅうソーダ）とは電球の形をした容器の中にソーダなどの炭酸飲料をいれたものである。

## 概要

### 容器
電球の部分は透明のPETボトルで作られている。口金の先に付いたストローにミニ電球が付いていたり、容器の底に取り付けられたLEDが光るようになっているなどの工夫が見られる。

### 歴史
電球ソーダの発祥は大韓民国の「チョングソーダ」という店である。ユニークな容器が韓国国内で若い女性を中心に人気となり、2017年以前にはすでに多くの韓国の屋台でボトルが売られていた。特にInstagramなどでは電球ソーダの写真を投稿することが大流行し、SNSを通じて世界に広まった。
日本では、2016年9月に初の電球ソーダ専門店が誕生した。場所は愛知県名古屋市の大須商店街で店名は「pikapika Soda」といったが2023年現在は既に閉店している。2017年には東京で「原宿電気商会」が開業し、1日の来店客数が1000人に上ることもあるなど人気店となった。原宿電気商会は2018年に移転オープンし店舗面積も拡大されたが、2019年から長期間休業している。その後、次々に同様の商品を出す業者が現れ、お祭りの露店にも登場するほど日本国内でもブーム化した。

### 人気の理由
電球ソーダの容器に入ったソーダの色はカラフルなのが特徴で、さらに口金や底などの部分につけられたLEDが光って綺麗であるため、インスタ映えするのが人気の理由のひとつとなっている。また、飲み終わった容器は部屋のインテリアに活用できることも魅力の一つと言われる。